# Pablo Graña Alonso
Pablo Graña Alonso (Cangas de Morrazo, 21 de marzo de 1999) es un deportista español que compite en piragüismo en la modalidad de aguas tranquilas.
Ganó cuatro medallas en el Campeonato Mundial de Piragüismo entre los años 2019 y 2024, y cuatro medallas en el Campeonato Europeo de Piragüismo entre los años 2021 y 2025.
En los Juegos Europeos de Cracovia 2023 consiguió dos medallas, oro en C2 200 m mixto y bronce en C1 200 m.

## Palmarés internacional
| Campeonato Mundial | Campeonato Mundial       | Campeonato Mundial | Campeonato Mundial |
| Año                | Lugar                    | Medalla            | Competición        |
| ------------------ | ------------------------ | ------------------ | ------------------ |
| 2019               | Szeged (Hungría)         | Medalla de oro     | C2 200 m           |
| 2022               | Halifax (Canadá)         | Medalla de oro     | C4 500 m           |
| 2023               | Duisburgo (Alemania)     | Medalla de oro     | C4 500 m           |
| 2024               | Samarcanda (Uzbekistán)  | Medalla de plata   | C1 200 m           |
| Juegos Europeos    |                          |                    |                    |
| Año                | Lugar                    | Medalla            | Competición        |
| 2023               | Cracovia (Polonia)       | Medalla de oro     | C2 200 m mixto     |
| 2023               | Cracovia (Polonia)       | Medalla de bronce  | C1 200 m           |
| Campeonato Europeo |                          |                    |                    |
| Año                | Lugar                    | Medalla            | Competición        |
| 2021               | Poznań (Polonia)         | Medalla de oro     | C2 200 m           |
| 2022               | Múnich (Alemania)        | Medalla de plata   | C1 200 m           |
| 2024               | Szeged (Hungría)         | Medalla de plata   | C1 200 m           |
| 2025               | Račice (República Checa) | Medalla de oro     | C1 200 m           |